# Музей «Старий демидовський завод»
Музей «Старий демидовський завод» — музей просто неба у місті Нижній Тагіл у РФ. Заснований 1989 року на місці зупиненого 1987 року Нижньотагільського металургійного заводу ім. Куйбишева. Завод на місці теперішнього музею було введено в експлуатацію 1725 року. Не зважаючи на назву, у експозиції музею переважають експонати 20 століття. 

## Історія заводу
Першу домну на заводі було введено в експлуатацію 1725 року. У 18 столітті завод був найбільшим у Росії, одним з найбільших він був і у першій половині 19 століття.  
У 1875 - 76 роках вперше на заводі виплавили феромарганець. У 1942 році було розпочато випуск ферохрому. У роки Другої світової війни на заводі розпочали випуск броневої сталі для танкобудування.  З  середині 20 століття завод використовувався для експериментального освоєння нових доменних технологій. Завод випускав переважно ливарний чавун, однак випускав також переробний чавун, ферохром і феромарганець.  1957 року завод було введено до складу Нижньотагільського металургійного комбінату. 
Завод було зупинено у жовтні 1987 року. 

## Музей

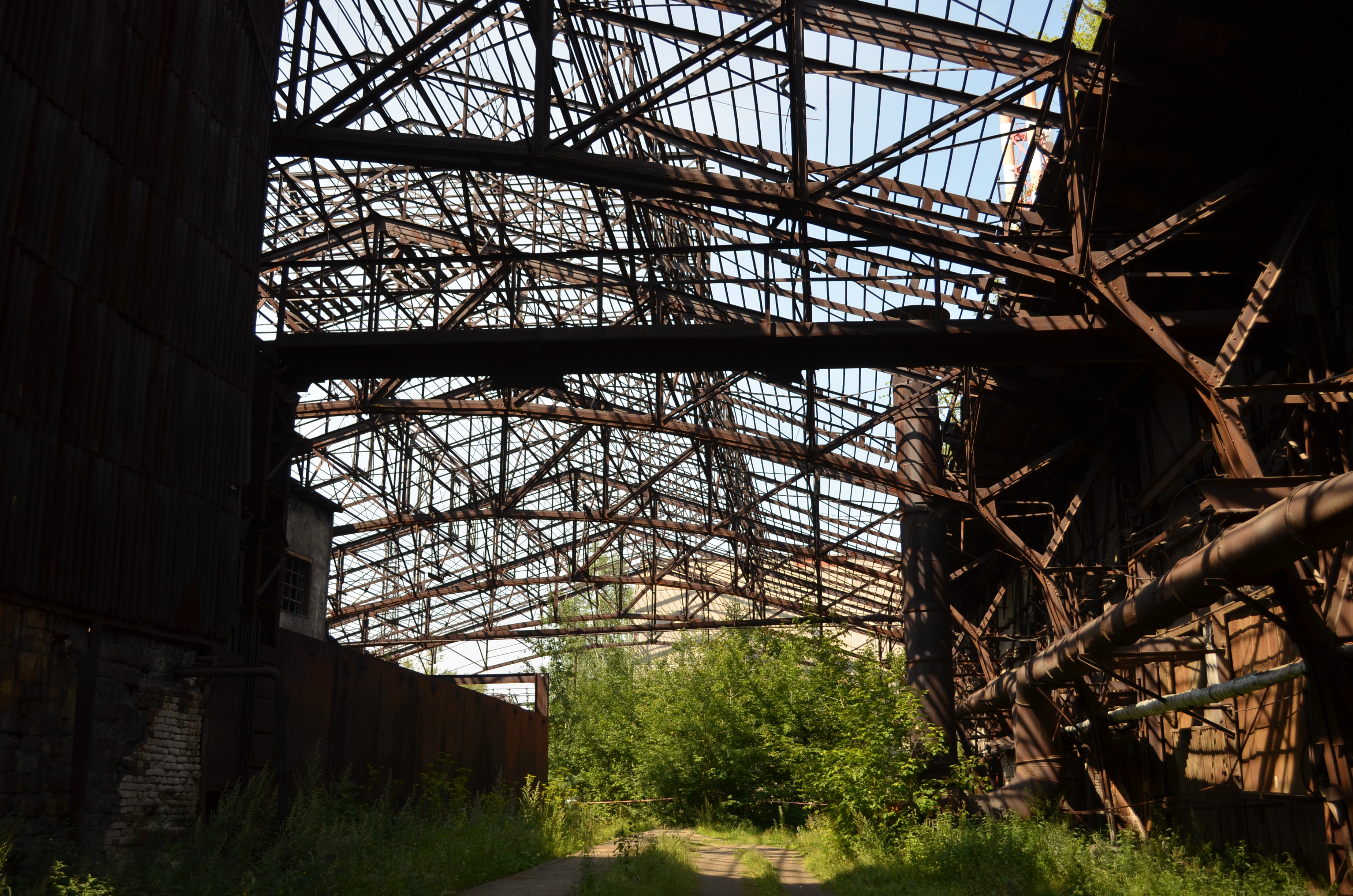
Колишній енергоцех.

Музей було створено спільним наказом Міністерства чорної металургії СССР і Міністерства культури РСФСР № 31/22 у січні 1989 року. Площа музею складає приблизно 30 га. В експозиції музею домінують експонати 20 століття.  Найкраще збереглися доменні печі і обладнання доменого цеху.  